# Калина (система управления огнём)
«Калина» — российский многофункциональный цифровой комплекс управления огнём, разработанный для некоторых модификаций основного боевого танка Т-90. Объединяет боевую информационно-управляющую систему тактического звена, панорамный прицел командира с интегрированным баллистическим вычислителем, многоспектральный прицел наводчика, датчики условий стрельбы и т. д.. По мнению некоторых зарубежных обозревателей является наиболее значимым нововведением в танке Т-90СМ и наиболее эффективной системой управления огнём из всех тех, которые когда-либо устанавливались на основные боевые танки российского производства.

## Состав и описание
Система управления огнём «Калина» повышает эффективность боевого применения штатного танкового вооружения в любое время суток с высокой степенью стабилизации прицеливания в горизонтальной и вертикальной плоскостях. Помимо этого, она обеспечивает интеграцию танка в автоматизированную систему управления танковым батальоном, совмещение информации о текущем состоянии сектора наблюдения с электронной картой местности, оперативное распознавание и идентификацию целей, захват и передачу информации о цели в поле зрения наводчика (функция «охотник-стрелок»).
Принцип действия системы «Калина» основан на комплексном взаимодействии прицельного оборудования, комплекса управляемого вооружения, сервоприводов стабилизации наведения, систем управления исполнительными элементами вооружения со встроенным вычислительным комплексом. Сопряжение элементов обеспечивается за счёт обмена информацией по мультиплексному каналу в соответствии с требованиями ГОСТа Р 52070-2003 (аналог американского военного стандарта MIL-STD-1553).
В число основных элементов системы «Калина» входят:
- комбинированный прицел наводчика ПНМ «Сосна-У» с лазерным дальномером и интегрированным тепловизионным каналом с тремя полями зрения,
- панорамный прицел командира танка ПК ПАН «Соколиный глаз»,
- автомат сопровождения цели,
- блок боевой информационно-управляющей системы тактического звена,
- программно-технический комплекс тактического взаимодействия танкового/мотострелкового батальона,
- стабилизатор 2Э58[3]
- аппаратура опознавания «свой/чужой»,
- трёхканальный прибор наблюдения механика-водителя ТВН-10,
- аппаратура управления системы постановки аэрозольных и дымовых завес ТШУ-1-2М,
- система ориентирования на местности с аппаратурой спутниковой навигации (ГЛОНАСС/GPS), обеспечивающая электронное картографирование и межобъектовое взаимодействие,
- средства внутренней и внешней связи.